# Mätare
Den här artikeln handlar om insektsfamiljen mätare. "Mätare" kan också syfta på mätinstrument.
Mätare, Geometridae, är en familj av fjärilar som beskrevs av William Elford Leach, 1815. Mätare ingår i överfamiljen Geometroidea, ordningen fjärilar, klassen egentliga insekter, fylumet leddjur och riket djur. Det finns omkring 2 000 släkten och 26 000 arter av mätare i världen.
Mätarna har mestadels en spenslig kropp beklädd med tilltryckta fjäll, sällan hårig, sugrör och palper är oftast väl utbildade samt smala, vanligen fjällbeklädda ben. Vingarna är stora och mycket tunna och är oftast plattliggande i vila, de främre vingarna är snett bakåtriktade och sträcker bakvingarna. Flera släkten har vinglösa eller nästan vinglösa honor.
Mätarnas larver är smala, utan behåring och har endast två bukfötter. Larvernas speciella krypstil, att sträcka fram kroppen, böja den uppåt i en båge och flytta bakbenen fram mot bröstfötterna, har gett fjärilarna dess namn, då de ser ut att mäta sig fram. Många arter sträcker stelt ut sig från sin värdväxt då de hotas för att likna en kvist.

## Mätare i Sverige
I Sverige förekommer 324 bofasta arter och ytterligare 13 arter är tillfälligt funna. Av dessa hör 192 arter till underfamiljen Larentiinae, 91 arter till Ennominae, 41 arter till Sterrhinae 11 arter till Geometrinae  och 2 arter till Archiearinae. De största svenska arterna, exempelvis större eklavmätare, har ett vingspann på upp till 65 mm.
Fältmätare är en löst sammansatt grupp med gemensamma drag som omfattar omkring 90 svenska arter, fördelat på ett 30-tal släkten. Dessa tillhörde tidigare ett och samma släkte.
Malmätare är en annan löst sammansatt grupp med gemensamma drag som omfattar 58 svenska arter, av vilka 52 hör till släktet Eupitheca.

## Släkten i familjenmätare, Geometridae, i alfabetisk ordning[2][1]
- Abaciscus Butler, 1889
- Abraxaphantes Warren, 1894
- Abraxas Leach, 1815
- Abraxesis Hampson, 1902
- Absala Swinhoe, 1893
- Acalyphes Turner, 1926
- Acanthotoca Fletcher, 1979
- Acasis Duponchel, 1845
- Acauro Rindge, 1986
- Achagua Rindge, 1983
- Achrosis Guenée, 1857
- Acidaliastis Hampson, 1896
- Acidromodes Hausmann, 1996
- Acodia Rosenstock, 1885
- Acollesis Warren, 1898
- Acolutha Warren, 1894
- Aconcagua Rindge, 1983
- Acrasia Rogenhofer, 1875
- Acratodes Guenée, 1857
- Acrobiston Wiltshire, 1967
- Acrodontis Wehrli, 1931
- Acronyctodes Edwards, 1884
- Acrosemia Herrich-Schäffer, 1855
- Acrostatheusis Prout, 1915
- Acrotomia Herrich-Schäffer, 1855
- Acrotomodes Warren, 1895
- Actenochroma Warren, 1893
- Actinoloba Warren
- Adactylotis Hübner, 1823
- Adalbertia Wehrli, 1931
- Adeixis Warren, 1897
- Adesmobathra Prout, 1916
- Adicocrita Prout, 1930
- Aenictes Warren, 1895
- Aeolochroma Prout, 1912
- Aepylopha Turner, 1942
- Aeschrostoma Warren, 1903
- Aethaloida McDunnough, 1920
- Aethalura McDunnough, 1920
- Aetheometra Prout, 1931
- Afriberina Wehrli, 1943
- Afrophyla Warren, 1895
- Agaraeus Kuznetzov & Stekolnikov, 1982
- Agathia Guenée, 1857
- Agathiopsis Warren, 1896
- Aglossophanes Turner, 1942
- Agnibesa Moore, 1888
- Agoschema Prout, 1912
- Agriopis Hübner, 1825
- Albinospila Holloway, 1996
- Alcis Curtis, 1826
- Aletis Hübner, 1820
- Aleucis Guenée, 1845
- Alex Walker, 1863
- Allaxitheca Warren, 1897
- Allochlorodes Prout, 1917
- Allochrostes Prout, 1912
- Allocotesia Wehrli, 1936
- Alloeopage Prout, 1913
- Alloharpina Wehrli, 1941
- Almabiston Djakonov, 1952
- Almeria Agenjo, 1949
- Almodes Guenée, 1857
- Aloba Warren, 1895
- Alsophila Hübner, 1825
- Alsophiloides Inoue, 1961
- Altrivalvina Wehrli, 1939
- Amblychia Guenée, 1857
- Amelora Guest, 1887
- Ametris Hübner, 1822
- Amnesicoma Warren, 1895
- Amoebotricha Warren, 1901
- Amorphogynia Warren, 1894
- Amorphozancle Warren, 1893
- Amphiclasta Turner, 1906
- Amphicrossa Lower, 1902
- Amraica Moore, 1888
- Amygdaloptera Gumppenberg, 1887
- Anaboarmia Inoue, 1982
- Anachloris Meyrick, 1885
- Anacleora Janse, 1932
- Anavinemina Rindge, 1964
- Anavitrinella McDunnough, 1922
- Anchiphyllia Butler, 1893
- Androchela McQuillan, 1996
- Androzeugma Prout, 1913
- Anectropis Sato, 1991
- Anemmetresa Wehrli, 1938
- Anemplocia Warren, 1905
- Angerona Duponchel, 1829
- Animomyia Dyar, 1908
- Anischnopteris Rindge, 1983
- Anisomelia Warren, 1895
- Anisoperas Warren, 1895
- Anoectomychus Prout, 1915
- Anomocentris Meyrick, 1891
- Anomogenes Turner, 1932
- Anomozela Fletcher, 1979
- Anomphax Warren, 1909
- Anonychia Warren, 1893
- Anoplosceles Warren, 1896
- Anosiodes Warren, 1903
- Ansorgia Warren, 1899
- Antarchia Warren, 1903
- Antasia Warren, 1894
- Antepione Packard, 1876
- Anthalma Warren, 1901
- Antharmostes Warren, 1899
- Anthemoctena Warren, 1895
- Anthometra Boisduval, 1840
- Anthyperythra Swinhoe, 1891
- Anticlea Stephens, 1831
- Anticleora Herbulot, 1966
- Anticollix Prout, 1938
- Antictenia Prout, 1910
- Anticypella Meyrick, 1892
- Antilurga Herbulot, 1951
- Antilycauges Prout, 1913
- Antimimistis Turner, 1922
- Antipercnia Inoue, 1992
- Antiphoides Rindge, 1990
- Antiracotis Prout
- Antitrygodes Warren, 1895
- Antozola Herbulot, 1992
- Anydrelia Prout, 1938
- Apatadelpha Prout, 1910
- Apeira Gistl, 1848
- Apericallia Leech, 1897
- Aperusia Warren, 1905
- Aphanophleps Warren, 1906
- Aphantes Fletcher, 1979
- Apheloceros Turner, 1947
- Aphilopota Warren, 1899
- Apiciopsis Warren, 1904
- Apithecia Prout, 1914
- Aplasta Hübner, 1823
- Apleria Warren, 1901
- Aplocera Stephens, 1827
- Aplochlora Warren, 1893
- Aplogompha Warren, 1897
- Apocheima Hübner, 1825
- Apochima Agassiz, 1847
- Apocleora Wehrli, 1943
- Apocolotois Wehrli, 1936
- Apodasmia Turner, 1910
- Apodrepanulatrix Rindge, 1949
- Apodroma Warren, 1901
- Apoheterolocha Wehrli, 1937
- Aponotoreas Craw, 1986
- Apophyga Warren, 1893
- Aporandria Warren, 1894
- Aporhoptrina Wehrli, 1953
- Aporoctena Meyrick, 1892
- Apostates Warren, 1897
- Apostegania Prout, 1932
- Aposteira Prout, 1935
- Apotheta Turner, 1931
- Aracima Butler, 1878
- Aragua Rindge, 1983
- Arauco Rindge, 1983
- Arbognophos Viidalepp, 1979
- Archaeocasis Hashimoto, 1995
- Archephanes Turner, 1926
- Archichlora Warren, 1898
- Archiearides Fletcher, 1953
- Archiearis Hübner, 1823
- Archiplutodes Warren, 1894
- Archirhoe Herbulot, 1951
- Arcina Walker, 1863
- Arcobara Walker, 1863
- Arctesthes Meyrick, 1885
- Arctoscelia Warren, 1897
- Ardonis Moore, 1888
- Argidava Walker, 1863
- Argyrocosma Turner, 1910
- Argyrographa Prout, 1912
- Argyrophora Guenée, 1857
- Argyrotome Warren, 1894
- Arhodia Guenée, 1857
- Arichanna Moore, 1868
- Arilophia Rindge, 1990
- Arizela Prout, 1910
- Arrayanaria Parra, 1996
- Artemidora Meyrick, 1892
- Artiora Meyrick, 1892
- Asaphodes Meyrick, 1885
- Ascotis Hübner, 1825
- Asestra Warren, 1895
- Asovia Alphéraky, 1908
- Aspilatopsis Warren, 1897
- Aspilobapta Djakonov, 1952
- Aspilonaxa Warren, 1897
- Aspitates Treitschke, 1825
- Astalotesia Ferguson, 1983
- Astatomorpha Warren, 1894
- Astegania Djakonov, 1936
- Asthena Hübner, 1825
- Asthenophleps Prout, 1916
- Asthenotricha Warren, 1899
- Astrapephora Alphéraky, 1892
- Astygisa Walker, 1864
- Astyochia Druce, 1885
- Ateloptila Meyrick, 1886
- Aterpnodes Warren, 1900
- Athroolopha Lederer, 1853
- Atmoceras Warren, 1906
- Atomorpha Staudinger, 1901
- Atopodes Warren, 1906
- Atopophysa Warren, 1894
- Atyria Hübner, 1823
- Atyriodes Warren, 1895
- Auaxa Walker, 1860
- Austrocidaria Dugdale, 1971
- Austroterpna Goldfinch, 1929
- Autanepsia Turner, 1908
- Authaemon Turner, 1919
- Autotrichia Prout, 1934
- Auzeodes Warren, 1893
- Aventiopsis Warren, 1906
- Axiagasta Turner, 1930
- Axinoptera Hampson, 1893
- Axiodes Warren, 1894
- Azyx Fletcher, 1979
- Bagodares Druce, 1893
- Ballantiophora Butler, 1881
- Bandobena Walker, 1865
- Baptria Hübner, 1825
- Barrama Warren, 1897
- Bassania Walker, 1860
- Bathycolpodes Prout, 1912
- Baynia Prout, 1910
- Berberodes Guenée, 1857
- Berta Walker, 1863
- Besma Capps, 1943
- Betulodes Thierry-Mieg, 1904
- Biclavigera Warren, 1894
- Bihastina Prout, 1916
- Biston Leach, 1815
- Bizia Walker, 1860
- Blaboplutodes Prout, 1934
- Blechroneromia Prout, 1925
- Blepharoctenucha Warren, 1895
- Boarmacaria Holloway, 1993
- Boarmioides Lucas, 1932
- Bombia Warren, 1906
- Bombycodes Guenée, 1857
- Bonatea Druce, 1892
- Boninnadagara Inoue, 1994
- Borbacha Moore, 1887
- Bordeta Walker, 1865
- Bornealcis Holloway, 1993
- Bosara Walker, 1866
- Boudinotiana Leraut, 2002
- Brabira Moore, 1888
- Brabirodes Warren, 1904
- Bracca Hübner, 1820
- Brachurapteryx Warren, 1894
- Brachyctenistis Warren, 1904
- Brachyglossina Wagner, 1914
- Brachytrita Swinhoe, 1904
- Bradyctena Turner, 1930
- Braueriana Bryk, 1913
- Bryoptera Guenée, 1857
- Budara Walker, 1863
- Bulonga Walker, 1859
- Bundelia Viidalepp, 1988
- Bupalus Leach, 1815
- Bursadopsis Warren, 1899
- Burtina Walker, 1865
- Bustilloxia Expósito, 1978
- Butleriana Parra, 1991
- Buttia Warren, 1904
- Bylazora Walker, 1863
- Bytharia Walker, 1865
- Cabera Treitschke, 1825
- Cacochloris Prout, 1912
- Cacostegania Warren, 1901
- Caenosynteles Dyar, 1912
- Calamodes Guenée, 1857
- Calcaritis Hedemann, 1881
- Calcyopa Stüning, 2000
- Caledasthena Holloway, 1979
- Caledophia Holloway, 1979
- Calicha Moore, 1888
- Calichodes Warren, 1897
- Callabraxas Butler, 1880
- Callemo Rindge, 1986
- Calleremites Warren, 1894
- Calletaera Warren, 1895
- Calleulype Warren, 1903
- Callhistia Druce, 1883
- Callioratis Felder, 1874
- Callipia Guenée, 1857
- Callipotnia Warren, 1899
- Callipseustes Warren, 1900
- Callocasta Swinhoe, 1894
- Calluga Moore, 1887
- Callygris Thierry-Mieg, 1904
- Calostigiodes Aubert, 1955
- Calta Rindge, 1986
- Camelopteryx de Joannis, 1906
- Campaea Lamarck, 1816
- Campatonema Jones, 1921
- Camptogramma Stephens, 1831
- Camptolophia Warren, 1896
- Cancellalata Fletcher, 1956
- Cannagara Walker, 1860
- Capasa Walker, 1866
- Capusa Walker, 1857
- Caradrinopsis Swinhoe, 1904
- Carbia Walker, 1866
- Cargolia Schaus, 1901
- Carige Walker, 1863
- Caripeta Walker, 1863
- Caripraea Walker, 1863
- Carmala Walker, 1863
- Carpella Walker, 1865
- Carphoides McDunnough, 1920
- Carptima Pearsall, 1906
- Carsia Hübner, 1825
- Cartaletis Warren, 1894
- Cartellodes Warren, 1895
- Casbia Walker, 1866
- Casilda Agenjo, 1952
- Cassephyra Holloway, 1993
- Cassyma Guenée, 1857
- Cassythaphaga McQuillan, 1996
- Casuariclystis Holloway, 1997
- Cataclysme Hübner, 1825
- Catacrismia Schaus, 1913
- Catarhoe Herbulot, 1951
- Cataspilates Warren, 1897
- Cathaemacta Turner, 1929
- Cathydata Prout, 1912
- Catocalopsis Rindge, 1971
- Catophoenissa Warren, 1894
- Catoria Moore, 1887
- Celaenaclystis Holloway, 1997
- Celenna Walker, 1861
- Celerena Walker, 1862
- Celidomphax Prout, 1912
- Celonoptera Lederer, 1862
- Cenochlora Warren, 1898
- Centrochria Gaede, 1917
- Centronaxa Prout, 1910
- Cephalissa Meyrick, 1883
- Cepphis Hübner, 1823
- Ceratodalia Packard, 1876
- Ceratonyx Guenée, 1857
- Cernia Walker, 1860
- Certima Walker, 1860
- Cerurographa Janse, 1932
- Chaetolopha Warren, 1899
- Chalastra Walker, 1862
- Chalinophrura Prout
- Chalyboclydon Warren, 1893
- Charca Rindge, 1983
- Chariaspilates Wehrli, 1953
- Charissa Curtis, 1826
- Chartographa Gumppenberg, 1887
- Chavarriella Pitkin, 1993
- Cheimoptena Danilevsky, 1969
- Chemerina Boisduval, 1840
- Cheroscelis Prout, 1912
- Chesiadodes Hulst, 1896
- Chesias Treitschke, 1825
- Chesistege Viidalepp, 1990
- Chiannia Stephens, 1835
- Chiasmia Hübner, 1823
- Chiasmiodes Warren, 1896
- Chihuo Yang, 1978
- Chionopora Prout, 1922
- Chlenias Guenée, 1857
- Chlenomorpha Lower, 1918
- Chloractis Warren, 1895
- Chloraspilates Packard, 1876
- Chlorerythra Warren, 1895
- Chlorissa Stephens, 1831
- Chloristola Holloway, 1996
- Chlorochlamys Hulst, 1896
- Chloroclysta Hübner, 1825
- Chloroclystis Hübner, 1825
- Chlorocoma Turner, 1910
- Chloroctenis Warren, 1899
- Chlorodes Guenée, 1857
- Chlorodontopera Warren, 1893
- Chlorodrepana Warren, 1899
- Chloroglyphica Warren, 1894
- Chloromianta Warren, 1896
- Chloromma Warren, 1896
- Chloroparda Prout, 1912
- Chloropteryx Hulst, 1896
- Chlororithra Butler, 1889
- Chlorosea Packard, 1873
- Chlorosterrha Prout, 1912
- Chlorotimandra Butler, 1882
- Chlorozancla Prout, 1912
- Cholomiza Prout, 1916
- Chondrosoma Anker, 1854
- Chordophora Meyrick
- Chorizomena Turner, 1939
- Chorodna Walker, 1860
- Chorodnodes Warren, 1897
- Chrioloba Prout, 1958
- Chrismopteryx Prout, 1910
- Chrysoblephara Holloway, 1993
- Chrysochloroma Warren, 1896
- Chrysoclystis Warren, 1896
- Chrysocraspeda Swinhoe, 1893
- Chrysolarentia Butler, 1882
- Chrysomima Warren, 1894
- Chrysotaenia Felder, 1875
- Ciampa Walker, 1863
- Cidaria Treitschke, 1825
- Cidariophanes Warren, 1895
- Cimicodes Guenée, 1857
- Cingilia Walker, 1862
- Cinglis Guenée, 1857
- Circopetes Prout, 1910
- Cirrhorheuma Warren, 1905
- Cirrhosoma Warren, 1905
- Cirrolygris Warren, 1895
- Cirsodes Guenée, 1857
- Cladara Hulst, 1896
- Cleora Curtis, 1825
- Cleorodes Warren, 1894
- Clepsimelea Warren, 1897
- Clepsiphron Turner, 1922
- Cleptocosmia Warren, 1896
- Cleta Duponchel, 1845
- Cnephora Warren, 1900
- Cochisea Barnes & McDunnough, 1916
- Coelocrossa Turner, 1919
- Coenina Walker, 1860
- Coenocalpe Hübner, 1825
- Coenolarentia Aubert, 1959
- Coironalia Orfila & Schajovski, 1960
- Collesis Warren, 1897
- Collix Guenée, 1857
- Colocleora Prout, 1938
- Colostygia Hübner, 1825
- Colotois Hübner, 1823
- Colpocraspeda Warren, 1907
- Colpodonta Warren, 1904
- Comibaena Hübner, 1823
- Comostola Meyrick, 1888
- Comostolodes Warren, 1896
- Comostolopsis Warren, 1902
- Compsoptera Blanchard, 1845
- Conchylia Guenée, 1857
- Conchyliodes Prout, 1930
- Conolophia Warren, 1894
- Conosara Meyrick, 1892
- Contropis Wiltshire, 1967
- Cophocerotis Warren, 1895
- Cophophlebia Warren, 1897
- Coremecis Holloway, 1993
- Coribapta Wehrli, 1938
- Cortixa Schaus, 1901
- Corula Walker, 1856
- Corymica Walker, 1860
- Coryphista Hulst, 1896
- Cosmogonia Warren, 1897
- Cosmophyga Dognin, 1912
- Cosmorhoe Hübner, 1825
- Costaconvexa Agenjo, 1949
- Cotta Fletcher, 1979
- Covellia Ferguson, 2009
- Crasilogia Warren, 1903
- Craspediopsis Warren, 1895
- Craspedosis Butler, 1877
- Cratoptera Herrich-Schäffer, 1855
- Crocallis Treitschke, 1825
- Crocota Hübner, 1823
- Crocypus Herrich-Schäffer, 1855
- Cryphaea Turner, 1947
- Crypsicometa Warren, 1894
- Crypsimetalla Warren, 1902
- Crypsiphila Turner, 1947
- Crypsiphona Meyrick, 1888
- Crypsityla Warren, 1900
- Cryptochorina Wehrli, 1941
- Cryptoloba Warren, 1893
- Cryptomedasina Sato, 1995
- Ctenaulis Warren, 1902
- Ctenistochlora Warren, 1905
- Ctenoberta Prout, 1915
- Ctenognophos Prout, 1915
- Ctenothea Prout, 1912
- Ctimene Boisduval, 1832
- Culpinia Prout, 1912
- Cundinamarca Rindge, 1983
- Curbia Warren, 1894
- Cusiala Moore, 1887
- Cusuma Moore, 1879
- Cyclica Grote, 1882
- Cyclomia Guenée, 1857
- Cyclophora Hübner, 1822
- Cycloprorodes Turner, 1939
- Cyclothea Prout, 1912
- Cyllopoda Dalman, 1823
- Cymatophora Hübner, 1812
- Cymatoplex Turner, 1910
- Cyneoterpna Prout, 1912
- Cyphoedma Pitkin, 1996
- Cypra Boisduval, 1832
- Cystidia Hübner, 1819
- Dagostinia Orfila & Schajovski, 1963
- Daiphanta Meyrick
- Dalima Moore, 1868
- Danala Walker, 1860
- Daniela Parra, 1996
- Dargeia Herbulot, 1977
- Darisa Moore, 1888
- Darisodes Herbulot, 1972
- Dasciopteryx Warren, 1901
- Dasimatia Warren, 1898
- Dasybela Turner, 1908
- Dasyboarmia Prout, 1928
- Dasycorsa Prout, 1915
- Dasyfidonia Packard, 1876
- Dasymacaria Warren, 1901
- Dasypteroma Staudinger, 1892
- Dasyuris Guenée, 1868
- Debos Swinhoe, 1885
- Declana Walker, 1858
- Dectochilus Butler, 1882
- Deileptenia Hübner, 1825
- Deinoptila Warren, 1900
- Deinotrichia Warren, 1893
- Dentinalia Heimlich, 1960
- Derambila Walker, 1863
- Derrioides Butler, 1875
- Derxena Walker, 1866
- Descoreba Butler, 1878
- Desertobia Viidalepp, 1989
- Desmoclystia Prout, 1923
- Destutia Grossbeck, 1908
- Devarodes Warren, 1904
- Devenilia Wehrli, 1937
- Diaprepesilla Wehrli, 1937
- Dichorda Warren, 1900
- Dichordophora Prout, 1913
- Dichroma Westwood, 1841
- Dichromodes Guenée, 1857
- Didymoctenia Warren, 1901
- Digonis Butler, 1882
- Digonodes Warren, 1895
- Digrammia Gumppenberg, 1887
- Dilophodes Warren, 1894
- Dindica Moore, 1888
- Dindicodes Prout, 1912
- Dinophalus Prout, 1910
- Dioptrochasma Karsch, 1895
- Dioscore Warren, 1907
- Diplublephara Sato, 1995
- Diplurodes Warren, 1896
- Diptychia Mabille, 1898
- Diptychis Felder, 1874
- Dirce Prout, 1910
- Dischidesia Wehrli, 1931
- Disclisioprocta Wallengren, 1861
- Discoglypha Warren, 1896
- Discomiosis Prout, 1915
- Dissolophodes Warren, 1907
- Dissomorphia Warren, 1894
- Dissoplaga Warren, 1894
- Distoneura Fletcher, 1979
- Dithalama Meyrick, 1888
- Dithecodes Warren, 1900
- Dizuga Warren, 1896
- Docirava Walker, 1863
- Dolabrossa McQuillan, 1996
- Dolerophyle Warren, 1894
- Dolichoneura Warren, 1894
- Doloma Prout, 1922
- Dolosis Prout, 1912
- Dooabia Warren, 1894
- Doratoptera Hampson, 1895
- Dorsifulcrum Herbulot, 1979
- Drepanogynis Guenée, 1857
- Drepanopterula Hedicke, 1923
- Drepanulatrix Gumppenberg, 1887
- Drymoea Walker, 1854
- Drymoptila Guest, 1887
- Dryochlora Fletcher, 1979
- Dualana Strand, 1914
- Duliophyle Warren, 1894
- Duraglia Rindge, 1986
- Durbana Warren, 1904
- Dysbatus Butler, 1886
- Dyscheilia Dognin, 1911
- Dyscheralcis Prout, 1916
- Dyschlorodes Herbulot, 1966
- Dyschloropsis Warren, 1895
- Dyschoroneura Warren, 1894
- Dyscia Hübner, 1825
- Dysdamartia Prout, 1913
- Dysnymphus Prout, 1915
- Dysphania Hübner, 1819
- Dyspteris Hübner, 1818
- Dysrhoe Herbulot, 1951
- Dysstroma Hübner, 1825
- Dystypoptila Warren, 1895
- Eariodes Warren, 1897
- Earophila Gumppenberg, 1887
- Ecchloropsis Prout, 1938
- Eccymatoge Prout, 1913
- Echthrocollix Inoue, 1953
- Ecleora Wehrli, 1941
- Ecliptopera Warren, 1894
- Ecnomophlebia Turner, 1941
- Ecodonia Wehrli, 1951
- Ecpetala Fletcher, 1958
- Ecpetelia Wehrli, 1939
- Ecphyas Turner, 1929
- Ecphysis Fletcher, 1979
- Ectephrina Wehrli, 1937
- Ectropidia Warren, 1895
- Ectropis Hübner, 1825
- Eilicrinia Hübner, 1823
- Eisothistes Dognin, 1911
- Ekboarmia Wehrli, 1943
- Ekfidonia Wehrli, 1953
- Electrophaes Prout, 1923
- Ellipostoma Prout, 1958
- Elophos Boisduval, 1840
- Elvia Walker, 1862
- Ematurga Lederer, 1853
- Emmesomia Warren, 1896
- Emmiltis Hübner, 1825
- Emplocia Herrich-Schäffer, 1855
- Enanthyperythra Wehrli, 1937
- Enchocrana Turner, 1930
- Enchoria Hulst, 1896
- Encoma Swinhoe, 1904
- Encryphia Turner, 1904
- Endemia Warren, 1903
- Endropiodes Warren, 1894
- Ennada Blanchard, 1852
- Ennomos Treitschke, 1825
- Entephria Hübner, 1825
- Entogonia Warren, 1904
- Entomopteryx Guenée, 1857
- Enypia Hulst, 1896
- Eoa Walker, 1866
- Eoasthena Prout, 1934
- Eois Hübner, 1818
- Ephalaenia Wehrli, 1936
- Epholca Fletcher, 1979
- Epicleta Prout, 1915
- Epicompsa Guest, 1887
- Epicosymbia Warren, 1897
- Epicyme Meyrick, 1885
- Epidesmia Duncan [& Westwood], 1841
- Epigelasma Prout, 1930
- Epigynopteryx Warren, 1895
- Epilobophora Inoue, 1943
- Epimecis Hübner, 1825
- Epione Duponchel, 1829
- Epiphryne Meyrick, 1883
- Epiplatymetra Hulst, 1896
- Epipristis Meyrick, 1888
- Epirranthis Hübner, 1823
- Epirrhoe Hübner, 1825
- Epirrita Hübner, 1822
- Episauris Rebel, 1898
- Episemasia Hulst, 1896
- Episothalma Swinhoe, 1893
- Episteira Warren, 1899
- Epitherina Wehrli, 1938
- Epyaxa Meyrick, 1883
- Erannis Hübner, 1825
- Erastria Hübner, 1813
- Erateina Doubleday, 1848
- Erebabraxas Thierry-Mieg, 1907
- Erebochlora Warren, 1895
- Erebomorpha Walker, 1860
- Eremodorea Turner, 1939
- Eretmopus Turner, 1910
- Ereunetea Warren, 1899
- Ergavia Walker, 1866
- Erilophodes Warren, 1894
- Eriopithex Warren, 1896
- Erioptereta Fletcher, 1979
- Eriplatymetra Grote, 1873
- Erosina Guenée, 1857
- Ersephila Hulst, 1896
- Erycinopsis Felder, 1874
- Erythrolophus Swinhoe, 1892
- Esakiopteryx Inoue, 1958
- Eschatarchia Warren, 1894
- Euacidalia Packard, 1873
- Eualloea Warren, 1909
- Euangerona Butler, 1882
- Euaspilates Packard, 1874
- Eubaphe Hübner, 1823
- Eubarnesia Cockerell, 1917
- Eubordeta Rothschild, 1904
- Eucaterva Grote, 1882
- Eucharidema Rothschild & Jordan, 1907
- Euchlaena Hübner, 1823
- Euchoeca Hübner, 1823
- Euchristophia Fletcher, 1979
- Euclidiodes Warren, 1895
- Euclysia Warren, 1894
- Eucosmabraxas Prout, 1937
- Eucosmia Stephens, 1821
- Eucrostes Hübner, 1823
- Eucyclodes Warren, 1894
- Eudrepanulatrix Rindge, 1949
- Eudule Hübner, 1823
- Eudulophasia Warren, 1897
- Eueana Prout, 1912
- Eueupithecia Prout, 1910
- Euexia Prout, 1915
- Eufidonia Packard, 1876
- Eugonobapta Warren, 1894
- Eulithis Hübner, 1821
- Euloxia Warren, 1894
- Eulycia Janse, 1932
- Eulygdia Warren, 1898
- Eumacaria Packard, 1873
- Eumacrodes Warren, 1905
- Eumannia Fletcher, 1979
- Eumeekia Fletcher, 1979
- Eumegethes Staudinger, 1898
- Eumelea Duncan [& Westwood], 1841
- Eumera Staudinger, 1892
- Eumilionia Thierry-Mieg, 1904
- Eunoumeana Viette, 1952
- Eupagia Walker, 1860
- Euphronarcha Warren, 1898
- Euphyia Hübner, 1825
- Eupileta Warren, 1905
- Eupithecia Curtis, 1825
- Eupithecidia Hampson, 1895
- Eupithystis Holloway, 1997
- Euproutia Fletcher, 1979
- Eurhinosea Packard, 1873
- Eurranthis Hübner, 1823
- Eurychoria Prout, 1916
- Euryobeidia Fletcher, 1979
- Eurytaphria Warren, 1893
- Eusarca Hübner, 1813
- Eustenophasma Warren, 1897
- Eustroma Hübner, 1825
- Eutoea Walker, 1860
- Eutomopepla Warren, 1894
- Eutrapela Hübner, 1809
- Eutrepsia Herrich-Schäffer, 1855
- Euxena Warren, 1896
- Euzimmermania Fletcher, 1979
- Eva Vojnits, 1981
- Evecliptopera Inoue, 1982
- Evita Capps, 1943
- Exangerona Wehrli, 1936
- Exeliopsis Prout, 1938
- Exelis Guenée, 1857
- Exheterolocha Wehrli, 1939
- Exodezia Prout, 1958
- Exurapteryx Wehrli, 1937
- Fagivorina Wehrli, 1943
- Falculopsis Dognin, 1913
- Fascellina Walker, 1860
- Fisera Walker, 1860
- Fletcherana Zimmerman, 1958
- Formiana Druce, 1885
- Foveabathra Holloway, 1996
- Franciscoia Orfila & Schajovski, 1963
- Fritillerinnys Holloway, 1993
- Fueguina Parra, 1991
- Fulgurodes Guenée, 1857
- Fulvaria Fawcett, 1916
- Furcatrox McQuillan, 1996
- Gabriola Taylor, 1904
- Gagitodes Warren, 1893
- Galenara McDunnough, 1920
- Gandaritis Moore, 1868
- Garaeus Moore, 1868
- Gasterocome Warren, 1894
- Gastrina Guenée, 1857
- Gastrinodes Warren, 1898
- Gastrinopa Lower, 1903
- Gastrophora Guenée, 1857
- Gelasmodes Prout, 1915
- Gellonia Meyrick, 1884
- Genusa Walker, 1855
- Genussa Walker, 1865
- Geodena Walker, 1856
- Geolyces Warren, 1894
- Geometra Linnaeus, 1758
- Geometridites Clark et al., 1971
- Gigantalcis Inoue, 1982
- Gigantothea Prout, 1912
- Gingidiobora Craw, 1987
- Glacies Millière, 1874
- Glaucina Hulst, 1896
- Glaucoclystis Holloway, 1997
- Glaucorhoe Herbulot, 1951
- Glena Hulst, 1896
- Glenoides McDunnough, 1920
- Glossotrophia Prout, 1913
- Gnamptomia Warren, 1902
- Gnamptopteryx Hampson, 1893
- Gnathosocia Pitkin, 1996
- Gnopharmia Staudinger, 1892
- Gnophopsodos Wehrli, 1945
- Gnophos Treitschke, 1825
- Gnophosema Prout, 1912
- Gonanticlea Swinhoe, 1892
- Gongropteryx Bryk, 1913
- Goniocampa Warren, 1907
- Goniopteroloba Hampson, 1895
- Gonochlora Swinhoe, 1904
- Gonodontis Hübner, 1823
- Gonogala Butler, 1882
- Gonora Walker, 1865
- Grammochesias Prout, 1937
- Graphidipus Herrich-Schäffer, 1855
- Grossbeckia Barnes & McDunnough, 1912
- Guara Rindge, 1986
- Gueneria Packard, 1876
- Gymnoscelis Mabille, 1868
- Gyostega Warren, 1904
- Gypsochroa Hübner, 1825
- Habermania Viidalepp, 1988
- Haemalea Hübner, 1823
- Haematopis Hübner, 1823
- Hagnagora Druce, 1885
- Hammaptera Herrich-Schäffer, 1855
- Haplolabida Fletcher, 1958
- Haplopteryx Butler, 1882
- Harpagocnema Turner, 1915
- Harutalcis Sato, 1993
- Hasodima Butler, 1882
- Hastina Moore, 1888
- Hebdomophruda Warren, 1897
- Helastia Guenée, 1868
- Helicopage Warren, 1896
- Heliomata Grote & Robinson, 1866
- Heliomystis Meyrick, 1888
- Heliothea Boisduval, 1840
- Hemichloreis Turner, 1917
- Hemicopha Warren, 1907
- Hemicopsis Swinhoe, 1904
- Hemidromodes Prout, 1916
- Hemimorina McDunnough, 1941
- Hemiphricta Warren, 1906
- Hemipterodes Warren, 1906
- Hemistola Warren, 1893
- Hemithea Duponchel, 1829
- Hemitheinopsis Dyar, 1912
- Hemixera Warren, 1904
- Hemixesma Prout, 1922
- Hemnypia McDunnough, 1941
- Herbita Walker, 1860
- Herbulotia Inoue, 1953
- Herbulotides Viette, 1971
- Herbulotina Pinker, 1969
- Herochroma Swinhoe, 1893
- Herreshoffia Sperry, 1949
- Hesperomiza Warren, 1897
- Hesperumia Packard, 1873
- Heterabraxas Warren, 1894
- Heteralex Warren, 1894
- Heterarmia Warren, 1895
- Heterephyra Warren, 1895
- Heteresthes Warren, 1902
- Heterobapta Wiltshire, 1943
- Heterochasta Meyrick, 1891
- Heterocrita Warren, 1901
- Heteroctenia Warren, 1894
- Heteroculpinia Hausmann, 1994
- Heterodisca Warren, 1896
- Heterogena Turner, 1947
- Heteroleuca Warren, 1904
- Heterolocha Lederer, 1853
- Heterophleps Herrich-Schäffer, 1854
- Heterorachis Warren, 1898
- Heterostegane Hampson, 1893
- Heterostegania Warren, 1893
- Heterothera Inoue, 1943
- Heterusia Hübner, 1831
- Hethemia Ferguson, 1969
- Hidalgo Rindge, 1983
- Hierochthonia Prout, 1912
- Himeromima Warren, 1904
- Hirasa Moore, 1888
- Hispophora Janse, 1932
- Holochroa Hulst, 1896
- Holoterpna Püngeler, 1900
- Homochlodes Hulst, 1896
- Homodotis Meyrick, 1885
- Homospora Turner, 1904
- Honorana Blanchard, 1852
- Hoplolygris Prout, 1910
- Hoplosauris Butler, 1882
- Horisme Hübner, 1825
- Hospitalia Agenjo, 1950
- Hosseusia Prout, 1931
- Huapianus Rindge, 1983
- Huechulafquenia Orfila & Schajovski, 1964
- Hulstina Dyar, 1903
- Hyalinetta Swinhoe, 1894
- Hyalinometra Herbulot, 1972
- Hyalochlora Prout, 1912
- Hyalornis Warren, 1894
- Hyalostenele Warren, 1894
- Hybridoneura Warren, 1898
- Hydata Walker, 1863
- Hydatocapnia Warren, 1895
- Hydatopsis Herbulot, 1968
- Hydatoscia Warren, 1904
- Hydrelia Hübner, 1825
- Hydria Hübner, 1822
- Hydriomena Hübner, 1825
- Hyelosia Hübner, 1818
- Hygrochroma Herrich-Schäffer, 1855
- Hylaea Hübner, 1822
- Hylasia Boisduval, 1870
- Hylemera Butler, 1878
- Hylemeridia Prout, 1915
- Hymenodria McDunnough, 1954
- Hymenomima Warren, 1895
- Hypagyrtis Hübner, 1818
- Hypenorhynchus Hampson, 1895
- Hypephyra Butler, 1889
- Hyperythra Guenée, 1857
- Hyphalia Hübner, 1823
- Hypobapta Prout, 1912
- Hypochroma Herrich-Schäffer, 1855
- Hypochrosis Guenée, 1857
- Hypocoela Warren, 1897
- Hypocometa Warren, 1896
- Hypodoxa Prout, 1912
- Hypographa Guenée, 1858
- Hypomecis Hübner, 1821
- Hypometalla Warren, 1904
- Hypoplectis Hübner, 1823
- Hyposidra Guenée, 1857
- Hypotephrina Janse, 1932
- Hypoxystis Prout, 1915
- Hypsitropha Turner, 1926
- Hypsometra Aurivillius, 1910
- Hypulia Swinhoe, 1894
- Hypycnopa Lower, 1903
- Hysterura Warren, 1895
- Idaea Treitschke, 1825
- Idialcis Warren, 1906
- Idiochlora Warren, 1896
- Idiochroa Turner, 1922
- Idiodes Guenée, 1857
- Idiotephria Inoue, 1943
- Ignobilia Prout, 1932
- Ilexia Ferguson, 2009
- Illa Warren, 1914
- Incalvertia Rindge, 1986
- Inurois Butler, 1879
- Iotaphora Warren, 1894
- Iridoplecta Warren, 1899
- Iridopsis Warren, 1894
- Ischalis Walker, 1863
- Ischnopteris Hübner, 1823
- Isochromodes Warren, 1894
- Isodiscodes Warren, 1904
- Isoloba Warren, 1893
- Isoplenia Warren, 1897
- Isoplenodia Prout, 1932
- Isosauris Warren, 1894
- Isturgia Hübner, 1823
- Itame Hübner, 1823
- Ithysia Hübner, 1825
- Iulops Prout, 1912
- Iulotrichia Warren, 1894
- Ixala Hulst, 1896
- Jankowskia Oberthür, 1884
- Jodis Hübner, 1823
- Johnlaneia Orfila & Schajovski, 1964
- Jordanisca Wehrli, 1943
- Juxtephria Viidalepp, 1976
- Kauaiina Riotte, 1978
- Kauria Viidalepp, 1988
- Klinzigidia Herbulot, 1982
- Krananda Moore, 1868
- Kuchleria Hausmann, 1994
- Kuldscha Alphéraky, 1883
- Kyrtolitha Staudinger, 1892
- Lacaria Orfila & Schajovski, 1959
- Lachnocephala Fletcher, 1953
- Laciniodes Warren, 1894
- Lacistophanes Turner, 1947
- Lackrana McQuillan, 1996
- Lagynopteryx Berg, 1883
- Lambdina Capps, 1943
- Lambornia Prout, 1912
- Lampadopteryx Warren, 1897
- Lamprocabera Inoue, 1958
- Lampropteryx Stephens, 1831
- Laneco Rindge, 1986
- Laninia Orfila & Schajovski, 1958
- Laophila Warren, 1899
- Larentia Treitschke, 1825
- Larentioides Prout, 1917
- Larerannis Wehrli, 1935
- Larophylla Turner, 1917
- Lasiochlora Warren, 1894
- Lasioedma Warren, 1907
- Lassaba Moore, 1888
- Lathochlora Warren, 1900
- Leptepistomion Wehrli, 1936
- Leptocolpia Prout, 1922
- Leptoctenopsis Warren, 1895
- Leptomiza Warren, 1893
- Leptostales Möschler, 1890
- Leptostegna Christoph, 1881
- Leucaniodes Prout, 1922
- Leucesthes Warren, 1902
- Leuciris Warren, 1894
- Leucobrephos Grote, 1874
- Leucochesias Mabille, 1889
- Leucoctenorrhoe Warren, 1904
- Leucolithodes Warren, 1904
- Leucomicra Warren, 1897
- Leucoxena Warren, 1900
- Leucula Guenée, 1857
- Leuculopsis Warren, 1901
- Lhommeia Wehrli, 1939
- Ligdia Guenée, 1857
- Lignyoptera Lederer, 1853
- Limbatochlamys Rothschild, 1894
- Limeria Staudinger, 1892
- Liodesina Wehrli, 1938
- Liometopa Turner, 1947
- Lipogya Warren, 1898
- Lipomelia Warren, 1893
- Lipotaxia Prout, 1918
- Lissoblemma Warren, 1902
- Lissocharis Warren, 1900
- Lissochlora Warren, 1900
- Lissomma Warren, 1905
- Lissoplaga Warren, 1894
- Lithostege Hübner, 1825
- Llampidken Para & Santos-Salas, 1992
- Lobidiopteryx Warren, 1902
- Lobocleta Warren, 1906
- Lobocraspeda Warren, 1897
- Lobogonia Warren, 1893
- Lobogonodes Bastelberger, 1909
- Lobophora Curtis, 1825
- Lobophorodes Hampson, 1903
- Lobopola Warren, 1900
- Lobus Fletcher, 1979
- Locha Walker, 1854
- Lomaspilis Hübner, 1825
- Lomographa Hübner, 1825
- Lophobates Warren, 1899
- Lophochorista Warren, 1904
- Lophophelma Prout, 1912
- Lophophleps Hampson, 1891
- Lophorrhachia Prout, 1916
- Lophosigna Fletcher, 1979
- Lophosis Hulst, 1896
- Lophosticha Lower, 1902
- Lophostola Prout, 1912
- Lophothalaina Goldfinch, 1944
- Lophothorax Turner, 1939
- Louisproutia Wehrli, 1932
- Loweria Goldfinch, 1944
- Loxaspilates Warren, 1893
- Loxofidonia Packard, 1876
- Loxomiza Holloway, 1993
- Loxopora Warren, 1914
- Loxorhombia Warren, 1894
- Loxotephria Warren, 1905
- Luashia Debauche, 1941
- Lulavia Hausmann, 1991
- Luxiaria Walker, 1860
- Lycaugidia Hampson, 1895
- Lychnographa Turner, 1917
- Lychnosea Grote, 1883
- Lycia Hübner, 1825
- Lyelliana Turner, 1916
- Lythria Hübner, 1823
- Lytrosis Hulst, 1896
- Macaria Curtis, 1826
- Macrohastina Inoue, 1982
- Macrolyrcea Butler, 1882
- Macropitthea Aurivillius, 1925
- Macrotes Westwood, 1841
- Maeandrogonaria Butler, 1893
- Malacodea Tengström, 1869
- Malgassorhoe Herbulot, 1955
- Malgassothisa Herbulot, 1966
- Malleco Rindge, 1971
- Mallomus Blanchard, 1852
- Manonida Walker, 1860
- Marcodava Walker, 1863
- Mariaba Walker, 1866
- Marobia Sato, 1998
- Martania Mironov, 2000
- Martindoelloia Orfila & Schajovski, 1963
- Matanga Holloway, 1997
- Mauna Walker, 1865
- Maxates Moore, 1887
- Megabiston Warren, 1894
- Megadrepana Holland, 1893
- Megalotica Zimmerman, 1958
- Megalycinia Wehrli, 1939
- Megametopon Alphéraky, 1892
- Megaspilates Warren, 1894
- Megazancla Goldfinch, 1944
- Megnupiru Parra & Ibarra, 1997
- Meichihuo Yang, 1978
- Melanchroia Hübner, 1819
- Melanodes Guenée, 1857
- Melanolophia Hulst, 1896
- Melanoptilon Herrich-Schäffer, 1855
- Melanoscia Warren, 1904
- Melanotesia Rindge, 1964
- Melanthia Duponchel, 1829
- Melemaea Hulst, 1896
- Melinodes Herrich-Schäffer, 1855
- Melinoessa Herrich-Schäffer, 1855
- Melinoides Herrich-Schäffer, 1855
- Melitulias Meyrick, 1891
- Mellilla Grote, 1873
- Menophra Moore, 1887
- Mericisca Hulst, 1896
- Meris Hulst, 1896
- Mesaster Warren, 1895
- Mesastrape
- Mesedra Warren, 1904
- Mesobomba Warren, 1907
- Mesocoela Warren, 1902
- Mesocolpia Warren, 1901
- Mesoleuca Hübner, 1825
- Mesomima Warren, 1897
- Mesoptila Meyrick, 1891
- Mesothea Warren, 1901
- Mesothisa Warren, 1905
- Mesotrophe Hampson, 1893
- Mesotype Hübner, 1825
- Mesurodes Warren, 1895
- Metabraxas Butler, 1881
- Metacrocallis Beljaev, 1998
- Metallaxis Prout, 1932
- Metallochlora Warren, 1896
- Metallolophia Warren, 1895
- Metallospora Warren, 1905
- Metallothea Prout, 1916
- Metanema Guenée, 1857
- Metapercnia Wehrli, 1939
- Metarranthis Warren, 1894
- Metaterpna Yazaki, 1992
- Meteima Djakonov, 1952
- Methydata Prout, 1933
- Metrica Matson, 2022
- Miantochora Warren, 1895
- Micrabraxas Butler, 1889
- Microbaena Hausmann, 1996
- Microbiston Staudinger, 1882
- Microcalcarifera Inoue, 1982
- Microcalicha Sato, 1981
- Microclysia Butler, 1882
- Microdes Guenée, 1857
- Microgonia Herrich-Schäffer, 1855
- Microligia Warren, 1897
- Microloxia Warren, 1893
- Microlyces Herbulot, 1981
- Microlygris Prout, 1914
- Micromia Warren, 1906
- Micronidia Moore, 1888
- Micronissa Swinhoe, 1891
- Microplutodes Holloway, 1993
- Microsema Hübner, 1823
- Microtome Warren, 1899
- Microxydia Warren, 1895
- Micrulia Warren, 1896
- Mictodoca Meyrick, 1892
- Mictoschema Prout, 1922
- Middletonia Turner, 1947
- Milionia Walker, 1854
- Milocera Swinhoe, 1904
- Mimaletis Warren, 1894
- Mimandria Warren, 1895
- Mimaplasta Herbulot, 1993
- Mimochroa Warren, 1894
- Mimoclystia Warren, 1901
- Mimomanes Dognin, 1906
- Mimomiza Warren, 1894
- Mimomma Warren, 1907
- Mimophyle Warren, 1901
- Mimosema Warren, 1901
- Minoa Treitschke, 1825
- Minyolophia Rindge, 1990
- Mirifica Fletcher, 1956
- Mixocera Warren, 1901
- Mixochlora Warren, 1897
- Mixochroa Warren, 1898
- Mixopsis Warren, 1895
- Mnesampela Guest, 1887
- Mnesiloba Warren, 1901
- Mnesipenthe Warren, 1895
- Mochlotona Meyrick, 1892
- Molybdogompha Warren, 1897
- Moneta Warren, 1906
- Monocerotesa Wehrli, 1937
- Monoctenia Guenée, 1857
- Monostoecha Fletcher, 1979
- Morabia Hausmann & Tujuba, 2020
- Mujiaoshakua Inoue, 1955
- Mychonia Herrich-Schäffer, 1855
- Myinodes Meyrick, 1892
- Myrice Walker, 1854
- Myrioblephara Warren, 1893
- Myrmecophantes Warren, 1894
- Myrteta Walker, 1861
- Mystichlora Holloway, 1996
- Nadagara Walker, 1861
- Nadagarodes Warren, 1895
- Napocheima Chu, 1979
- Narraga Walker, 1861
- Narragodes Warren, 1900
- Narthecusa Walker, 1862
- Nassinia Fletcher, 1979
- Nasusina Pearsall, 1908
- Naxa Walker, 1856
- Naxidia Hampson, 1895
- Nazca Rindge, 1983
- Neagathia Warren, 1897
- Nearcha Guest, 1887
- Neazata Warren, 1906
- Nebula Bruand, 1846
- Necyopa Walker, 1861
- Negloides Prout, 1931
- Nelo Walker, 1854
- Nematocampa Guenée, 1857
- Nemeris Rindge, 1981
- Nemoria Hübner, 1818
- Neoalcis McDunnough, 1920
- Neobapta Warren, 1904
- Neoblasta Dognin, 1911
- Neochesias Prout, 1910
- Neocrasis Warren, 1901
- Neodontopera Warren, 1906
- Neodora Warren, 1897
- Neofidonia Warren, 1904
- Neognopharmia Wehrli, 1951
- Neogyne Warren, 1898
- Neohipparchus Inoue, 1944
- Neolythria Alphéraky, 1892
- Neonemoria Warren, 1904
- Neopachrophilla Inoue, 1955
- Neopaniasis Rapp, 1945
- Neopitthea Carcasson, 1964
- Neorumia Bartlett-Calvert, 1893
- Neostega Warren, 1903
- Neotaxia Dognin, 1904
- Neotephria Prout, 1914
- Neoteristis Meyrick, 1892
- Neoterpes Hulst, 1896
- Neothela Turner, 1910
- Neotherina Dognin, 1913
- Neothysanis Dognin, 1916
- Neozuga Warren, 1906
- Nepheloleuca Butler, 1883
- Nephodia Hübner, 1823
- Nepitia Walker, 1866
- Nepterotaea McDunnough, 1920
- Nepytia Hulst, 1896
- Nereidania Strand, 1910
- Neritodes Guenée, 1857
- Neromia Staudinger, 1898
- Nesalcis Warren, 1897
- Neuralla Djakonov, 1936
- Neuromelia Warren, 1894
- Neurotoca Warren, 1897
- Niceteria Turner, 1929
- Nigriblephara Holloway, 1993
- Ninodes Warren, 1894
- Nipponogelasma Inoue, 1946
- Nisista Walker, 1860
- Noreia Walker, 1861
- Norsia Walker, 1867
- Nothocasis Prout, 1937
- Nothofidonia Prout, 1915
- Notholoba Warren, 1908
- Nothomiza Warren, 1894
- Nothoporinia Inoue, 1942
- Nothoterpna Warren, 1909
- Nothylemera Prout, 1932
- Notiosterrha Prout, 1932
- Notoreas Meyrick, 1885
- Nucara Rindge, 1986
- Numia Guenée, 1857
- Nychiodes Lederer, 1853
- Nycterephes Turner, 1906
- Nycticleptes Turner, 1939
- Nyssiodes Oberthür, 1880
- Oar Prout, 1913
- Oaracta Walker, 1861
- Obeidia Walker, 1862
- Obila Walker, 1869
- Obolcola Walker, 1861
- Ochodontia Lederer, 1853
- Ochroplutodes Warren, 1895
- Ocoelophora Warren, 1895
- Odezia Boisduval, 1840
- Odontocraspeda Inoue, 1992
- Odontognophos Wehrli, 1951
- Odontopera Stephens, 1831
- Odontoptila Warren, 1897
- Odontothera Butler, 1882
- Odysia Guenée, 1857
- Oedicentra Warren, 1902
- Oenochlora Warren, 1896
- Oenochroma Guenée, 1857
- Oenoptila Warren, 1895
- Oenospila Swinhoe, 1892
- Oiozona Draudt, 1932
- Olerospila Holloway, 1996
- Oligopleura Herrich-Schäffer, 1855
- Omaguacua Rindge, 1983
- Omiza Walker, 1860
- Omizodes Warren, 1894
- Omoplatica Turner, 1926
- Omphacodes Warren, 1894
- Omphalucha Warren, 1905
- Omphax Guenée, 1857
- Onagrodes Warren, 1896
- Oncopus Herrich-Schäffer, 1855
- Oneiliana Prout, 1922
- Onellaba Walker, 1862
- Onychora Meyrick, 1892
- Onycodes Guenée, 1858
- Oospila Warren, 1897
- Operophtera Hübner, 1825
- Ophiogramma Hübner, 1831
- Ophthalmitis Fletcher, 1979
- Ophthalmoblysis Scoble, 1995
- Opisogonia Herrich-Schäffer, 1855
- Opisthograptis Hübner, 1823
- Opisthotia Warren, 1894
- Opisthoxia Hübner, 1825
- Oratha Walker, 1863
- Orbamia Herbulot, 1966
- Oreometra Aurivillius, 1910
- Oreonoma Warren, 1904
- Organopoda Hampson, 1893
- Orgyiodes Felder, 1874
- Ornithospila Warren, 1894
- Orothalassodes Holloway, 1996
- Ortaliella Hausmann, 1993
- Orthobrachia Warren, 1895
- Orthocabera Butler, 1879
- Orthoclydon Warren, 1894
- Orthofidonia Packard, 1876
- Orthonama Hübner, 1825
- Orthorisma Prout, 1912
- Orthoserica Warren, 1896
- Orthostixis Hübner, 1823
- Orthotmeta Warren, 1896
- Otoplecta Warren, 1895
- Otucha Warren, 1907
- Oulobophora Staudinger, 1892
- Ourapteryx Leach, 1814
- Oxychora Warren, 1898
- Oxydia Guenée, 1857
- Oxyfidonia Warren, 1905
- Oxymacaria Warren, 1894
- Oxyphanes Turner, 1936
- Ozola Walker, 1861
- Pachista Prout, 1912
- Pachrophylla Blanchard, 1852
- Pachycnemia Stephens, 1829
- Pachycopsis Warren, 1897
- Pachyerannis Inoue, 1982
- Pachyligia Butler, 1878
- Pachyodes Guenée, 1857
- Pachypalpella Fletcher, 1979
- Pachyplocia Warren, 1896
- Palaeaspilates Warren, 1894
- Palaeodoxa Warren, 1907
- Palaeomystis Warren, 1894
- Palaeonyssia Harrison, 1916
- Paleacrita Riley, 1876
- Palleopa Walker, 1866
- Palpoctenidia Prout, 1930
- Palyas Guenée, 1857
- Pamphlebia Warren, 1897
- Panagropsis Warren, 1894
- Pantherodes Guenée, 1857
- Paota Hulst, 1896
- Papago Rindge, 1983
- Papuanticlea Holloway, 1979
- Papuarisme Holloway, 1997
- Parabapta Warren, 1895
- Paraboarmia Krampl, 1994
- Paracalicha Sato, 1992
- Paradarisa Warren, 1894
- Paradetis Meyrick, 1885
- Paradoxodes Warren, 1904
- Paradromulia Warren, 1896
- Paradysstroma Choi, 1998
- Paragathia Warren, 1902
- Paraglaucina Rindge, 1959
- Paragonia Hübner, 1823
- Paralaea Guest, 1887
- Paralcidia Warren, 1906
- Parallage Warren, 1900
- Paramaxates Warren, 1894
- Paramelora Lower, 1903
- Parametrodes Warren, 1897
- Paramilionia Bethune-Baker, 1906
- Paranotoreas Craw, 1986
- Parapachrophylla Parra, 1991
- Parapalta Prout, 1940
- Parapercnia Wehrli, 1939
- Parapheromia McDunnough, 1920
- Paraphoides Rindge, 1964
- Paraprasina Warren, 1897
- Paraptychodes Warren, 1894
- Parasthena Warren, 1902
- Parasynegia Warren, 1893
- Paraterpna Goldfinch, 1929
- Paratyria Warren, 1895
- Parazoma Prout, 1926
- Pardodes Warren, 1896
- Pareclipsis Warren, 1894
- Parectropis Sato, 1980
- Parentephria Yazaki, 1995
- Parepione Warren, 1894
- Parepisparis Bethune-Baker, 1906
- Pareulype Herbulot, 1951
- Pareumelea Warren, 1894
- Pareustroma Sterneck, 1928
- Parexcelsa Pearsall, 1912
- Parilexia Ferguson, 2009
- Paromala Warren, 1904
- Paromphacodes Warren, 1897
- Parortholitha Herbulot, 1955
- Parosteodes Warren, 1895
- Parourapteryx Thierry-Mieg, 1904
- Pasiphila Meyrick, 1883
- Pasiphilodes Warren, 1895
- Patalene Herrich-Schäffer, 1854
- Pauresthes Warren, 1903
- Paurocoma Lower, 1902
- Peetula Moore, 1888
- Pelagodes Holloway, 1996
- Pelurga Hübner, 1825
- Pennithera Viidalepp, 1980
- Pentheochlora Prout, 1912
- Penthophlebia Warren, 1894
- Peratophyga Warren, 1894
- Peratostega Warren, 1897
- Percnia Guenée, 1857
- Perconia Hübner, 1823
- Peribatodes Wehrli, 1943
- Peribolodes Warren, 1904
- Periclina Guenée, 1857
- Peridelias Turner, 1919
- Perigramma Guenée, 1857
- Perissopteryx Warren, 1897
- Perithalera Prout, 1912
- Perixera Meyrick, 1886
- Perizoma Hübner, 1825
- Pero Herrich-Schäffer, 1855
- Perusia Herrich-Schäffer, 1855
- Perusiopsis Warren, 1914
- Petelia Herrich-Schäffer, 1855
- Petovia Walker, 1854
- Petrophora Hübner, 1811
- Phaeoura Hulst, 1896
- Phaiogramma Gumppenberg, 1887
- Phalaenites Heer, 1850
- Phallaria Guenée, 1857
- Phaludia Schaus, 1901
- Phanerothyris Warren, 1895
- Phaselia Guenée, 1857
- Phelotis Guest, 1887
- Pherne Hulst, 1896
- Pherotesia Schaus, 1901
- Phibalapteryx Stephens, 1829
- Phigalia Duponchel, 1829
- Phigaliohybernia Inoue, 1942
- Philedia Hulst, 1896
- Philereme Hübner, 1825
- Philolochma Turner, 1914
- Philtraea Hulst, 1896
- Phlebosphales Warren, 1904
- Phoenicocampa Warren, 1895
- Phoenissa Warren, 1899
- Pholodes Fletcher, 1979
- Photoscotosia Warren, 1888
- Phrataria Walker, 1863
- Phrissogonus Butler, 1882
- Phrixocomes Turner, 1930
- Phrudocentra Warren, 1895
- Phrudophleps Warren, 1903
- Phrygionis Hübner, 1825
- Phthonandria Warren, 1894
- Phthonoloba Warren, 1893
- Phthonosema Warren, 1894
- Phthorarcha Meyrick, 1892
- Phyle Herrich-Schäffer, 1855
- Phyllia Blanchard, 1852
- Phyllodonta Warren, 1894
- Phyllometra Boisduval, 1840
- Physetobasis Hampson, 1895
- Physetostege Warren, 1896
- Physocleora Warren, 1897
- Physoloba Warren, 1908
- Picromorpha Turner, 1919
- Picrophylla Turner, 1922
- Piercia Janse, 1933
- Pigiopsis Warren, 1899
- Pimaphera Cassino & Swett, 1927
- Pingasa Moore, 1887
- Pitthea Walker, 1854
- Pityeja Walker, 1861
- Plagodis Hübner, 1823
- Planociampa Prout, 1930
- Planolocha Meyrick, 1892
- Plataea Herrich-Schäffer, 1855
- Plateoplia Warren, 1909
- Platycerota Hampson, 1893
- Platypepla Warren, 1900
- Plectoneura Warren, 1896
- Plectroboarmia Butler, 1882
- Plegapteryx Herrich-Schäffer, 1856
- Plemyria Hübner
- Plemyriopsis Warren, 1895
- Pleogynopteryx Djakonov, 1926
- Plesanemma McQuillan, 1984
- Plesiolaea Fletcher, 1979
- Plesiomorpha Warren, 1898
- Plesiophyle Dognin, 1911
- Plesioscotosia Viidalepp, 1988
- Pleurolopha Turner, 1904
- Pleuroprucha Möschler, 1890
- Plutodes Guenée, 1857
- Pocophora Fletcher, 1979
- Poecilasthena Warren, 1894
- Poecilochlora Warren, 1904
- Poecilostigma Warren, 1903
- Pogonopygia Warren, 1894
- Polla Herrich-Schäffer, 1855
- Polyacme Warren, 1896
- Polyclysta Guenée, 1857
- Polycrasta Warren, 1896
- Polymixinia Wehrli, 1943
- Polynesia Swinhoe, 1892
- Polyscia Warren, 1896
- Polysphalia Warren, 1906
- Polystroma Warren, 1897
- Polythrena Guenée, 1857
- Pomasia Guenée, 1857
- Porona Schaus, 1901
- Postazuayia Rindge, 1986
- Povilasia Viidalepp, 1986
- Poya Rindge, 1983
- Praeantarctia Heimlich, 1956
- Praeapodroma Heimlich, 1958
- Praegnophosema Ebert, 1968
- Praesos Walker, 1854
- Praethera Viidalepp, 1980
- Prasinochrysa Warren, 1900
- Prasinocyma Warren, 1897
- Priapodes Warren, 1895
- Prionodonta Warren, 1893
- Prionomelia Warren, 1895
- Pristostegania Warren, 1897
- Proagra Fletcher, 1979
- Probithia Warren, 1894
- Problepsis Lederer, 1853
- Probole Herrich-Schäffer, 1855
- Proboloptera Meyrick, 1892
- Prochasma Warren, 1897
- Prochoerodes Grote, 1883
- Progonostola Meyrick, 1899
- Prometopidia Hampson, 1902
- Proomphe Warren, 1896
- Propithex Warren, 1899
- Prorella Barnes & McDunnough, 1918
- Prosomphax Warren, 1911
- Prosotera Turner, 1919
- Protalcis Sato, 1980
- Proteostrenia Warren, 1895
- Proteuchloris Hausmann, 1996
- Protitame McDunnough, 1939
- Protoboarmia McDunnough, 1920
- Protonebula Inoue, 1986
- Protophyta Turner, 1910
- Protoproutia McDunnough, 1939
- Protorhoe Herbulot, 1951
- Protosteira Prout, 1932
- Protuliocnemis Holloway, 1996
- Proutiana Janse, 1932
- Proutoscia Schaus, 1912
- Pryocycla Hulst, 1896
- Psaliodes Guenée, 1857
- Pseudabraxas Inoue, 1986
- Pseudalcis Warren, 1897
- Pseudaleucis Butler, 1882
- Pseudaria Staudinger, 1899
- Pseudasellodes Warren, 1904
- Pseudaspilates Inoue, 1982
- Pseudentephria Viidalepp, 1976
- Pseudepione Inoue, 1943
- Pseuderannis Inoue, 1953
- Pseuderythrolophus Prout, 1932
- Pseudeuchlora Hampson, 1895
- Pseudeuchromia Schultze, 1907
- Pseudeusemia Weymer, 1914
- Pseudhemithea Bastelberger, 1909
- Pseudidiochlora Holloway, 1996
- Pseudiodis Prout, 1934
- Pseudobiston Inoue, 1994
- Pseudobracca Warren, 1895
- Pseudobrephos Prout, 1910
- Pseudocassyma Holloway, 1993
- Pseudochesias Prout, 1932
- Pseudocinglis Hausmann, 1994
- Pseudocollix Warren, 1895
- Pseudocomostola Holloway, 1996
- Pseudocoremia Butler, 1877
- Pseudodysstroma Heydemann, 1961
- Pseudolarentia Herbulot, 1955
- Pseudomaenas Prout, 1917
- Pseudomennis Druce, 1885
- Pseudomiza Butler, 1889
- Pseudonadagara Inoue, 1982
- Pseudopanthera Hübner, 1823
- Pseudopolynesia Holloway, 1997
- Pseudopsodos Thierry-Mieg, 1903
- Pseudosauris Warren, 1907
- Pseudosoloe Bethune-Baker, 1911
- Pseudostegania Butler, 1881
- Pseudosterrha Warren, 1888
- Pseudosyngria Sick, 1937
- Pseudoterpna Hübner, 1823
- Pseudothalera Warren, 1895
- Psilalcis Warren, 1893
- Psilaspilates Butler, 1893
- Psilocerea Saalmüller, 1880
- Psilocladia Warren, 1898
- Psilopora Warren, 1897
- Psilosetia Warren, 1900
- Psilosticha Meyrick, 1892
- Psilotagma Warren, 1894
- Psodopsis Warren, 1904
- Psodos Treitschke, 1825
- Psychophora Kirby, 1824
- Psyra Walker, 1860
- Psyroides Wehrli, 1931
- Pterapherapteryx Curtis, 1825
- Pterocypha Herrich-Schäffer, 1855
- Pterospoda Dyar, 1903
- Pterotaea Hulst, 1896
- Ptomophyle Prout, 1932
- Ptychamalia Prout, 1932
- Ptychorrhoe Warren, 1900
- Ptychotheca Warren, 1906
- Ptygmatophora Gumppenberg, 1887
- Pucaraia Orfila & Schajovski, 1960
- Puebla Rindge, 1972
- Pulchralata Fletcher, 1956
- Pullichroma Holloway, 1996
- Pungeleria Rougemont, 1903
- Pycnoloma Warren, 1906
- Pycnoneura Warren, 1894
- Pycnostega Warren, 1905
- Pygmaena Boisduval, 1840
- Pygmaeopsis Warren, 1907
- Pylargosceles Prout, 1930
- Pynthanosis Turati, 1922
- Pyrinia Hübner, 1818
- Pyrochlora Warren, 1895
- Pyrrhaspis Warren, 1903
- Rabomia Hausmann & Tujuba, 2020
- Racasta Walker, 1861
- Racotis Moore, 1887
- Ramitia Viidalepp, 1988
- Ramobia Inoue, 1953
- Rhadinomphax Prout, 1912
- Rhanidopsis West, 1930
- Rheumaptera Hübner, 1822
- Rhinodia Guenée, 1857
- Rhinoligia Warren, 1895
- Rhinura Warren, 1904
- Rhodesia Warren, 1905
- Rhodochlora Warren, 1894
- Rhodometra Meyrick, 1892
- Rhodophthitus Butler, 1880
- Rhodostrophia Hübner, 1823
- Rhombocentra Holloway, 1996
- Rhomboptila Warren, 1894
- Rhomborista Warren, 1897
- Rhopalodes Guenée, 1857
- Rhoptria Guenée, 1857
- Rhuma Walker, 1860
- Rhynchobapta Hampson, 1895
- Rhynchopsota Lower, 1903
- Rikiosatoa Inoue, 1982
- Rindgenaria Parra, 1996
- Rougeotiella Herbulot, 1984
- Rucana Rindge, 1983
- Ruttellerona Swinhoe, 1894
- Sabulodes Guenée, 1858
- Samana Walker, 1863
- Sangala Walker, 1854
- Sangalopsis Warren, 1895
- Sarcinodes Guenée, 1857
- Sardocyrnia Wehrli, 1943
- Sarisa Fletcher, 1979
- Sarobeia Orfila & Schajovski, 1962
- Sarracena Herrich-Schäffer, 1855
- Sathrosia Wehrli, 1940
- Satoblephara Holloway, 1993
- Satoracotis Stüning, 1995
- Sauris Guenée, 1857
- Scardamia Guenée, 1857
- Scelidacantha Hulst, 1896
- Schistophyle Warren, 1896
- Schistostege Hübner, 1825
- Sciadia Hübner, 1822
- Scintillithex Holloway, 1997
- Scioglyptis Guest, 1887
- Scionomia Warren, 1901
- Scodiomima Staudinger, 1892
- Scodionista de Joannis, 1912
- Scopula Schrank, 1802
- Scopuloides Hausmann, 1994
- Scordyliodes Thierry-Mieg, 1903
- Scoriopsis Warren, 1906
- Scotocyma Turner, 1904
- Scotopteryx Hübner, 1825
- Scotorythra Butler, 1883
- Sebastosema Warren, 1896
- Segalenara Rindge, 1990
- Selenia Hübner, 1823
- Seleniopsis Warren, 1894
- Selidosema Hübner, 1823
- Semaeopus Herrich-Schäffer, 1855
- Semiothisa Hübner, 1818
- Sericoptera Herrich-Schäffer, 1855
- Sericosema Warren, 1895
- Serratophyga Holloway, 1993
- Sesquialtera Prout, 1916
- Sestra Walker, 1863
- Shangrilana Inoue, 1994
- Sibatania Inoue, 1944
- Sicya Guenée, 1857
- Sicyodes Warren, 1894
- Sicyopsis Ferguson, 1983
- Sigmathyris Warren, 1895
- Simena Walker, 1856
- Simopteryx Warren, 1894
- Sinameda Warren, 1894
- Siona Duponchel, 1829
- Siopla Rindge, 1986
- Siosta Walker, 1856
- Sirinopteryx Butler, 1883
- Slossonia Hulst, 1898
- Smicropus Warren, 1895
- Smileuma Prout, 1910
- Smyriodes Guenée, 1858
- Snowia Neumoegen, 1884
- Solitanea Djakonov, 1924
- Solomonophila Fletcher, 1979
- Somatina Guenée, 1857
- Somatolophia Hulst, 1896
- Songarica Staudinger, 1871
- Spaniocentra Prout, 1912
- Spargania Guenée, 1857
- Spartopteryx Guenée, 1857
- Spectrobasis Warren, 1906
- Sperrya Rindge, 1958
- Sphacelodes Guenée, 1858
- Sphagnodela Warren, 1893
- Sphingomima Warren, 1899
- Spiloctenia Warren, 1897
- Spilopera Warren, 1893
- Spiralisigna Holloway, 1997
- Spododes Warren, 1895
- Spodolepis Hulst, 1896
- Stalagmia Guenée, 1857
- Stamnoctenis Warren, 1901
- Stamnodes Guenée, 1857
- Stegania Guenée, 1845
- Steganomima Herbulot, 1972
- Stegotheca Warren, 1900
- Stenalcidia Warren, 1897
- Stenaspilatodes Franclemont & Poole, 1972
- Stenele Walker, 1854
- Stenocharta Warren, 1896
- Stenoporpia McDunnough, 1920
- Stenorrhoe Warren, 1900
- Stergamataea Hulst, 1896
- Sterictopsis Warren, 1898
- Sterrhochaeta Prout, 1916
- Stibaractis Warren, 1894
- Stibaroma Guest, 1887
- Stigma Alphéraky, 1883
- Strepsichlora Warren, 1907
- Stueningia Hausmann, 1993
- Sucra Chu, 1979
- Sundadoxa Holloway, 1996
- Sundagrapha Holloway, 1982
- Sundascelia Holloway, 1993
- Swannia Prout, 1926
- Symmacra Warren, 1896
- Symmetroctena Warren, 1895
- Symmimetis Turner, 1907
- Symphylistis Turner, 1930
- Synaxis Hulst, 1896
- Synchlora Guenée, 1857
- Syncirsodes Butler, 1882
- Synclysmus Butler, 1879
- Syncollesis Prout, 1930
- Syncosmia Warren, 1897
- Syncrenis Warren, 1906
- Syndromodes Warren, 1897
- Synecta Warren, 1897
- Synegia Guenée, 1858
- Synegiodes Swinhoe, 1892
- Syneora Turner, 1917
- Synglochis Hulst, 1896
- Syngonorthus Butler, 1892
- Synnomos Guenée, 1858
- Synopsia Hübner, 1825
- Synopsidia Djakonov, 1935
- Synpelurga Butler, 1882
- Synthalia Warren, 1902
- Synzeuxis Turner, 1919
- Syrrheuma Dognin, 1911
- Syrrhizodes Warren, 1897
- Sysstema Warren, 1899
- Systatica Turner, 1904
- Syzeuxis Hampson, 1895
- Tachychlora Prout, 1912
- Tachyphyle Butler, 1881
- Tacparia Walker, 1860
- Taeniogramma Dognin, 1914
- Taeniophila Staudinger, 1897
- Talca Rindge, 1971
- Tamurhydrelia Inoue, 1987
- Tanagridia Butler, 1882
- Tanaoctenia Warren, 1894
- Tanaorhinus Butler, 1879
- Tanaotrichia Warren, 1893
- Tapinogyna Prout, 1910
- Tarma Rindge, 1983
- Tasta Walker, 1863
- Tatosoma Butler, 1874
- Taxeotis Guest, 1887
- Taxilepis Warren, 1903
- Teinoloba Yazaki, 1995
- Telenomeuta Warren, 1903
- Telletrurona Sato, 1996
- Telotheta Warren, 1900
- Tephrina Guenée, 1845
- Tephronia Hübner, 1825
- Terina Walker, 1854
- Terpna Herrich-Schäffer, 1854
- Tescalsia Ferguson, 1994
- Tesiophora Rindge, 1990
- Tessarotis Warren, 1903
- Tetracis Guenée, 1857
- Tetragonodes Guenée, 1857
- Thalaina Walker, 1855
- Thalassodes Guenée, 1857
- Thalera Hübner, 1823
- Thallogama Guest, 1887
- Thallophaga Hulst, 1896
- Thaumatographe Warren, 1907
- Thelycera Prout, 1912
- Thenopa Walker, 1855
- Theoxena Meyrick, 1883
- Thera Stephens, 1831
- Therapis Hübner, 1823
- Theria Hübner, 1825
- Thersana Walker, 1865
- Thetidia Boisduval, 1840
- Thinopteryx Butler, 1883
- Thoyowpongia Holloway, 1993
- Thrasychlora Prout, 1932
- Thyrinteina Möschler, 1890
- Thysanopyga Herrich-Schäffer, 1855
- Timandra Duponchel, 1829
- Timandromorpha Inoue, 1944
- Tineigidia Sterneck, 1934
- Tmetomorpha Warren, 1904
- Tolmera Warren, 1903
- Tomopteryx Philippi, 1873
- Tornos Morrison, 1875
- Toulgoetia Herbulot, 1946
- Tracheops Hulst, 1896
- Traminda Saalmüller, 1891
- Tricentra Warren, 1900
- Tricentrogyna Prout, 1932
- Tricentroscelis Prout, 1916
- Trichobaptria Prout, 1914
- Trichodezia Warren, 1895
- Trichoplites Swinhoe, 1900
- Trichopterigia Hampson, 1895
- Trichopteryx Hübner, 1825
- Trichorrhages Warren, 1900
- Trichosterrha Warren, 1904
- Trichozoma Bastelberger, 1909
- Trigrammia Herrich-Schäffer, 1855
- Trimetopia Guenée, 1857
- Triphosa Stephens, 1829
- Tripteridia Warren, 1903
- Triptila Warren, 1894
- Triptiloides Parra & Santos-Salas, 1991
- Tristeirometa Holloway, 1997
- Tristrophis Butler, 1883
- Tritocleis Meyrick, 1899
- Trizodes Fletcher, 1961
- Trocherateina Prout
- Tropicollesis Prout, 1930
- Trotocalpe Warren, 1907
- Trotocraspeda Warren, 1899
- Trotogonia Warren, 1905
- Trotopera Warren, 1894
- Trygodes Guenée, 1857
- Tshimganitia Wehrli, 1935
- Tyloptera Christoph, 1881
- Tympanota Warren, 1895
- Uliura Warren, 1904
- Uranodoxa Butler, 1887
- Urepione Warren, 1895
- Urocalpe Warren, 1904
- Urolitha Meyrick, 1888
- Urostola Meyrick, 1891
- Vaena Walker, 1869
- Veniliodes Warren, 1894
- Venusia Curtis, 1839
- Victoria Warren, 1897
- Vindusara Moore, 1868
- Vinemina McDunnough, 1920
- Visiana Swinhoe, 1900
- Warrenaria Parra, 1991
- Wehrliola Strand, 1932
- Wilemania Prout, 1928
- Xandrames Moore, 1868
- Xanthabraxas Warren, 1894
- Xanthisthisa Speiser, 1902
- Xanthodura Butler, 1880
- Xanthoprepes Warren
- Xanthorhoe Hübner, 1825
- Xanthotype Warren, 1894
- Xanthoxena Warren, 1900
- Xanthyris Felder, C. & Felder, R., 1862
- Xenimpia Warren, 1895
- Xenobiston Warren & Rothschild, 1903
- Xenochlaena Lower, 1903
- Xenochlorodes Warren, 1897
- Xenochroma Warren, 1902
- Xenoclystia Warren, 1906
- Xenographia Warren, 1893
- Xenomusa Meyrick, 1890
- Xenopepla Warren, 1907
- Xenoplia Warren, 1894
- Xenortholitha Inoue, 1944
- Xenostega Warren, 1899
- Xenozancla Warren, 1893
- Xerochlora Ferguson, 1969
- Xerodes Guenée, 1857
- Xeropteryx Butler, 1883
- Xylinophylla Warren, 1898
- Xylodryas Turner, 1922
- Xylolocha Warren, 1895
- Xylopteryx Guenée, 1857
- Xyloscia Warren, 1894
- Xyridacma Meyrick, 1888
- Yala Chu, 1979
- Yalpa Rindge, 1986
- Yapoma Rindge, 1986
- Yashmakia Warren, 1901
- Yermoia McDunnough, 1940
- Yinchie Yang, 1978
- Zacualpania Dyar, 1924
- Zalissolepis Warren, 1895
- Zamarada Moore, 1887
- Zamaradopsis Warren, 1907
- Zanclidia Prout, 1915
- Zanclomenophra Holloway, 1993
- Zanclopera Warren, 1894
- Zanclopteryx Herrich-Schäffer, 1855
- Zanclorhacos Bastelberger, 1909
- Zeheba Moore, 1887
- Zenophleps Hulst, 1896
- Zerenopsis Felder, 1874
- Zermizinga Walker, 1863
- Zernyia Prout, 1929
- Zeuctoboarmia Prout, 1915
- Zeuctocleora Prout, 1929
- Zeuctophlebia Warren, 1896
- Zeuctostyla Warren, 1904
- Zhichihuo Yang, 1978
- Ziridava Walker, 1863
- Zola Warren, 1894
- Zygophyxia Prout, 1916
- Zythos Fletcher, 1979